# Ischyropalpus
Ischyropalpus is een geslacht van kevers van de familie snoerhalskevers (Anthicidae).

## Soorten
- I. anticefasciatus (Pic, 1910)
- I. bipartitus (Casey, 1895)
- I. cochisei Werner, 1973
- I. dispar Werner, 1973
- I. fuscus Telnov, 2000
- I. gemellus Werner, 1973
- I. gibbithorax (Pic, 1894)
- I. lividus (Casey, 1895)
- I. nitidulus (LeConte, 1851)
- I. obscurus (LaFerté-Senéctère, 1848)
- I. occidentalis (Champion, 1890)
- I. ornatellus (Casey, 1895)
- I. pinalicus (Casey, 1895)
- I. placidus Werner, 1973
- I. sturmi (LaFerté-Senéctère, 1848)
- I. subtilissimus (Pic, 1896)
- I. turgidicollis (Casey, 1895)
- I. vividus (Casey, 1895)